# 工业党
工业党是21世纪初中国互联网的亚文化思潮和知识群体。

## 历史
2005年初旅日学者钟庆著的《刷盘子，还是读书：反思中日强国之路》出版，卢南峰和吴靖认为是工业党早期重要出版物。
2011年，王小东、宋晓军最早提出了“工业党”一词。复旦大学中国研究院副研究员余亮称，2011年甬台温铁路列车追尾事故是“工业党”话语突入主流舆论领域的一次重大契机，当时，动车事故引发舆论界对高铁建设的抨擊，自由派公共知识分子们猛烈抨擊高铁“大跃进”及国有企业体制，而初创的《观察者网》反对这一观点，其不仅发布了大量正面高铁新闻，还邀请了一批社評家从技术、战略等角度讨论并支持高铁发展。
2012年，任冲昊（网名“马前卒”）等人所著的《大目标：我们与这个世界的政治协商》出版，其核心主张是“把工业社会的发展看作一个工程问题来处理”。2009年网络小说《临高启明》被普遍視作“工业党读物”，原因是其详细的技术与工程细节被誉为“穿越说明书”。2012年“马前卒”加入观察者网之后，在一些“工业党”代表人物的眼中，该网站成为他们的一个网络宣传阵地。
2018年，复旦大学中国研究院出版了第一期《东方学刊》，刊载了北京大学新闻与传播学院的硕士研究生卢南峰、教授吴靖写的《历史转折中的宏大叙事：“工业党” 网络思潮的政治分析》。它是第一篇专门研究“工业党” 的学术期刊论文。

## 分析
北京大学教授李强聲稱，工業黨的特征是“在社会历史观方面，认为社会发展是由技术水平所决定的；在经济方面，高度重视工业”。
卢南峰和吴靖聲稱，工業黨特征是“主张用工业化程度与社会转型之间关系的知识体系处理国家发展和社会治理问题”，而“工业党”群体拥有“支持中国的工业化发展，倡导工业强国、科技强国”，“鲜明的民族主义色彩”等共同特征。
評論員辛束在《澎湃新闻》所發表的文章中聲稱工业党認為工業化是近代發展的趨勢、主張工業化和國家至上、認同中國共產黨武裝奪權和中華人民共和國建國至改革開放時的成就，並且反對個人價值及自由。
北京大学教授张颐武聲稱工业党对世界有独到的阐释。
宣揚馬克思主義的網站《新國際》於2019年7月13日發表署名吳靖及盧南峰的文章，對工業黨的思想及話語體系作出了分析，其聲稱工業黨無法被簡單地劃為左派或右派，原因是工業黨一方面有濃厚的國家主義色彩，另一方面又吸收了毛澤東主義者所持有的關於生產力的觀點，亦受到了與鄧小平主義有密切關係的實用主義的影響，此外，作者聲稱工業黨在早期通過網絡小説、政論網帖及論戰等等來凝聚人氣，後期則通過比較傳統的、建構體系的寫作方式來表達意見、營造共識和參與公共討論，並且更進一步，發展為線下的同人社團及智庫，其也積極尋求參與工業科技相關產業的發展、改造學術話語及範式和製定現實政策的方式及路徑的機會。

## 評價

### 負面評價
宣揚毛澤東主義的網站《烏有之鄉》於2019年2月13日發表文章，抨擊了工業黨及小粉紅，其聲稱：「『工业党』无非是更加理性、更加精致的『小粉红』，而『小粉红』则是『工业党』的幼稚早熟版本，他们中的一部分随着年龄的增长也会成为『工业党』。」並且聲稱：「『小粉红』的狭隘民族主义的恐外排外情绪，加上『工业党』的科技狂热和理性偏执，在网络舆论中形成一场纳粹法西斯式的狂欢。」
一些政評人於2019年12月10日在《泰伯網》上發表文章，聲稱工業黨的觀點是片面的和偏激的，而且其不少觀點互相矛盾。

## 扩展阅读
- 《东方学刊》2019年夏季刊（专题：“工业党”的文化自觉） （页面存档备份，存于）
- 张明扬. . 财新. 2015-04-20  [2022-08-09]. （原始内容存档于2020-08-13）.